# Crayon Shin-chan - Arashi o yobu jungle
Crayon Shin-chan - Arashi o yobu jungle (クレヨンしんちゃん 嵐を呼ぶジャングル?, Kureyon Shin-chan - Arashi o yobu janguru, letteralmente "Crayon Shin-chan - La giungla che evoca la tempesta") è un film d'animazione del 2000 diretto da Keiichi Hara.
Si tratta dell'ottavo film basato sul manga e anime Shin Chan. Come per gli altri film basati sulla serie, non esiste un'edizione italiana del lungometraggio.

## Trama
Shinnosuke, la sua famiglia, i suoi amici ed i loro genitori sono invitati ad una crociera per vedere in anteprima il nuovo film di Action Kamen. Accade però che delle scimmie irrompono sulla nave e rapiscono gli adulti, portandoli su di un'isola. A quel punto, l'esercito di Kasukabe entra in azione allo scopo di trovare i loro genitori.

## Personaggi e doppiatori
| Personaggio       | Doppiatore      |
| ----------------- | --------------- |
| Shinnosuke Nohara | Akiko Yajima    |
| Hiroshi Nohara    | Keiji Fujiwara  |
| Misae Nohara      | Miki Narahashi  |
| Himawari Nohara   | Satomi Koorogi  |
| Masao Sato        | Mie Suzuki      |
| Nene Sakurada     | Tamao Hayashi   |
| Tooru Kazama      | Mari Mashiba    |
| Boo               | Chie Satou      |
| Action Kamen      | Tesshō Genda    |
| Moeko Sakurada    | Junko Hagimori  |
| Mineko Kazama     | Sakiko Tamagawa |

## Distribuzione

### Edizioni home video
In Giappone il film è stato distribuito in VHS il 25 marzo 2001 e in DVD il 25 aprile 2003.